# Isidoro Barriga
Isidoro Barriga y López de Castro (Bogotá, Imperio español, 4 de marzo de 1801 - Quito, 29 de mayo de 1850), fue un militar y patriota neogranadino.
Sirvió en las filas de los ejércitos independentistas de Simón Bolívar y se estableció en Quito, tras la Batalla de Pichincha, en 1822.

## Biografía
Nació el 4 de marzo de 1801 en la ciudad de Bogotá, entonces capital del Virreinato de Nueva Granada, siendo hijo legítimo del abogado Tomás Barriga Brito y su esposa, Antonia López de Castro. Se unió al ejército bolivariano desde muy joven, convirtiéndose en uno de los mejores soldados y hombre de confianza del mariscal Antonio José de Sucre.

### Carrera militar
En 1821, con tan sólo 20 años de edad, alcanzó el grado de teniente tras luchar en la Batalla de Carabobo, siendo ascendido más tarde a capitán y, tras su heroico desempeño en la Batalla de Ayacucho, al de teniente coronel. En 1829 luchó junto a Antonio José de Sucre en la Batalla del Portete de Tarqui, recibiendo la insignia de coronel, y finalmente en 1830 fue ascendido a General de brigada por el primer presidente ecuatoriano, Juan José Flores.
En 1834 se produjo una crisis política en Ecuador, en la que se enfrentaron Vicente Rocafuerte, declarado jefe supremo en Guayaquil, y José Félix Valdivieso, encargado del Gobierno en Quito. Barriga se alineó al bando de Valdivieso, que estaba casado con una prima de su esposa, y este le puso al frente de las tropas, que perderían ante las de Rocafuerte en la Batalla de Miñarica.

### Matrimonio y descendencia

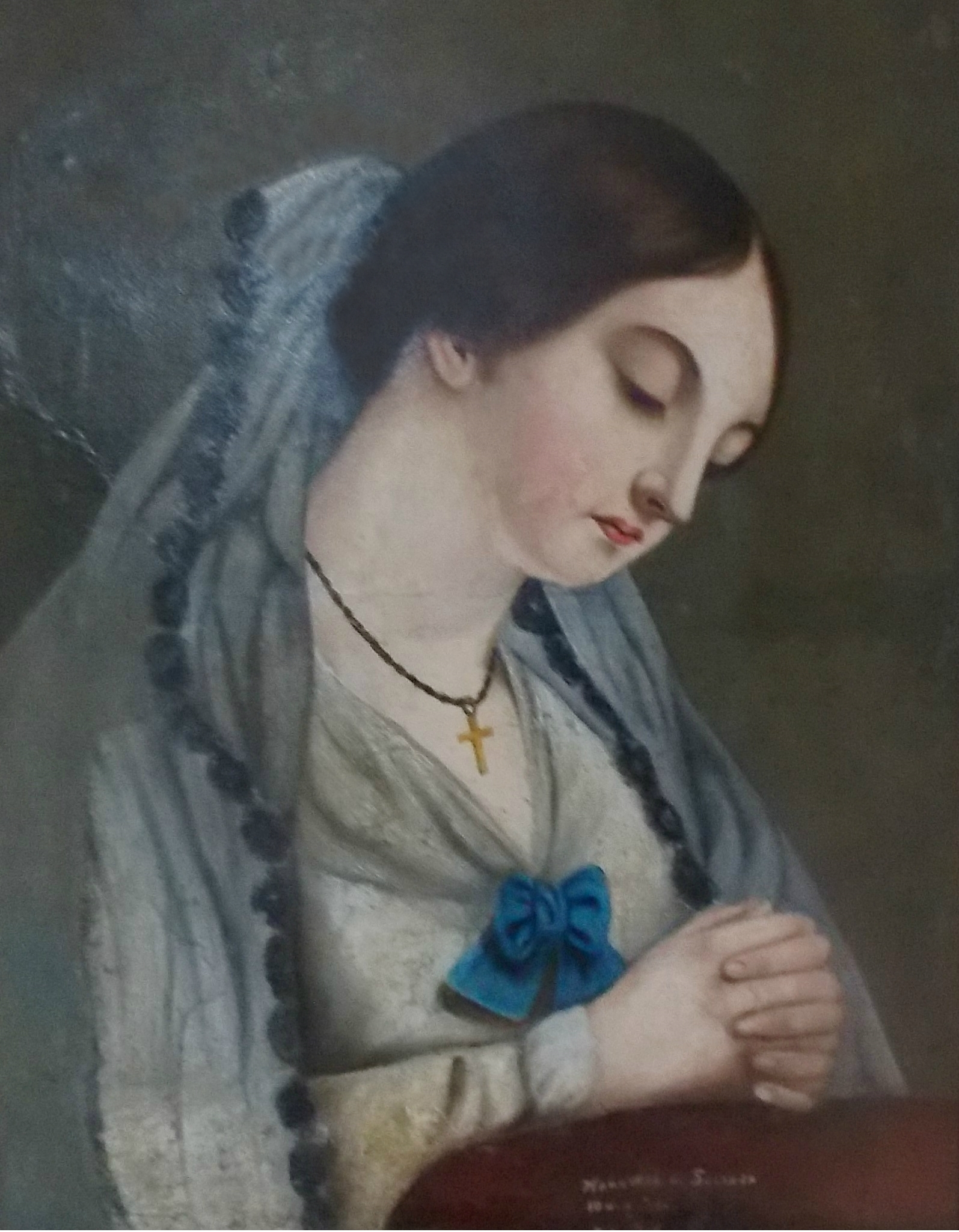
Mariana Carcelén de Guevara, esposa de Isidoro Barriga.

En 1830, el general José María Obando acusó a Barriga de ser parte del atentado que segó la vida de Antonio José de Sucre, sobre todo por encontrarse interesado sentimentalmente en la acaudalada esposa del finado Mariscal: Mariana Carcelén de Guevara, marquesa de Solanda y Villarocha. A pesar de ello, la viuda respondió la acusación con una enfurecida carta aclarando que el general Barriga había sido un amigo íntimo de la familia por años, y que durante los días posteriores al asesinato se presentó en su casa para dirigir el rescate de los restos de su marido.
El 16 de julio de 1831 Barriga contrajo matrimonio con la Marquesa, que llevaba trece meses de viudez, y que sin duda fue una controvertida decisión, pues según el historiador Ángel Grisanti la pareja habría incurrido en un adulterio moral, ya que la costumbre de la época era consagrarse a la castidad en respeto a la memoria del ser querido o dejar pasar al menos cinco años antes de volverse a casar. Para otros, como Rumazo, la viuda era aún joven y su vida no podía detenerse.
El 21 de junio de 1832, nació el único hijo de la pareja, y el segundo de la Marquesa tras la pequeña que había tenido con Sucre en 1829. El niño fue bautizado como Manuel Felipe Barriga y Carcelén de Guevara, aunque posteriormente se presentaba a sí mismo como Luis Felipe. Se conoce que además tuvo otro hijo, fruto de la relación extramarital con una mujer de apellido Marcos, al que reconoció y bautizó con el nombre de Rafael Barriga Marcos, que en 1898 llegó a ser presidente del Concejo de la ciudad, el equivalente de la época al actual cargo de Alcalde de Quito.

### Muerte de Teresa de Sucre
Algunos historiadores, como Luis Augusto Cuervo y José María Barreto, aseguran que el 16 de noviembre de 1831, a pocos meses de casado, el general Barriga se puso a jugar en brazos con la pequeña Teresa de Sucre y Carcelén de Guevara, hija de Antonio José de Sucre y su ahora esposa, y de pronto se le cayó al patio, muriendo instantáneamente.
Por su parte, otros estudiosos ecuatorianos y venezolanos como Mariano Aguilera, Luis Arboleda y Alfredo Flores Camaño, apoyados en testimonios de las familias Carcelén y Sucre, refutaron la versión anterior por venir de 2 autores que a toda costa buscaron menoscabar la reputación de la marquesa de Solanda y que no señalaron fuentes fiables más que lo que habían escuchado de ancianos cuyos nombres convenientemente olvidaron. Este segundo grupo sostiene que la pequeña hija del Gran Mariscal habría muerto por afecciones estomacales, una causa común en los niños de aquella época.
Finalmente, la niña fue sepultada en la cripta de la familia Carcelén, ubicada en la iglesia de San Francisco de la ciudad de Quito.

### Últimos años y fallecimiento
Desde 1835 los negocios de la familia Barriga Carcelén de Guevara registraron un claro retroceso, pues la hacienda de La Huaca y sus demás bienes se hallaban comprometidos en deudas y litigios, por lo que Barriga llegó incluso a sugerirle a su esposa que pidiese una ayuda económica al gobierno de Bolivia.
En 1850, fue nombrado jefe de la guarnición de Guayaquil por el presidente encargado Manuel de Ascázubi en reemplazo de Francisco Robles.
Finalmente, y tras una vida de servicio en el ejército ecuatoriano, el general Isidoro Barriga y López de Castro murió en su casa de la ciudad de Quito el 29 de mayo de 1850, a los 49 años de edad, siendo sepultado en la iglesia de La Merced.

## Reconocimientos
Entre otros, y por su desempeño en el campo militar, Isidoro Barriga recibió los siguientes reconocimientos:
- Estrella de los Libertadores de Venezuela
- Medalla de Ayacucho
- Medalla de Tarqui
- Escudo de Carabobo
- Escudo de Junín
- Busto del Libertador